# Marcussen & Søn
Marcussen & Søn (plus brièvement Marcussen et dans le passé Marcussen & Reuter) est une firme danoise fondée en 1806 spécialisée dans la facture d'orgues.

Depuis 2002, elle est dirigée par Claudia Zachariassen qui représente la septième génération depuis le fondateur Jürgen Marcussen (1781-1860). Depuis ses débuts la firme a travaillé sur plus de 1.100 instruments, au Danemark mais aussi dans de nombreux pays étrangers comme l'Allemagne, les Pays-Bas, les États-Unis, le Japon, l'Afrique du Sud...
(en + da) Site officiel